# Марченко, Алексей Пахомович
Алексе́й Пахо́мович Ма́рченко (20 октября 1938 — 28 ноября 2017) — фрезеровщик завода бумагоделательных машин ПО бумагоделательного машиностроения Министерства нефтеперерабатывающего и нефтехимического машиностроения СССР, г. Ижевск Удмуртской АССР, Герой Социалистического Труда (10.06.1986).
Родился 20 октября 1938 года в селе Беткудук Таврического района Восточно-Казахстанской области в семье кузнеца. Русский. После окончания семилетней школы в 1953 году работал в кузнице отца помощником молотобойца.
С 1957 по декабрь 1960 года служил в армии. После увольнения в запас до 1962 года работал молотобойцем в кузнице села Донское Восточно-Казахстанской области. С 1962 по 1964 год учился в школе механизации в селе Свинчатка Большенарымского района, которую окончил с отличием.
В 1964 году уехал в Ижевск, поступил на завод «Ижтяжбуммаш» учеником фрезеровщика. Быстро освоил профессию и через несколько лет стал одним из самых квалифицированных специалистов своего профиля.
В конце 1960-х гг. принимал участие в изготовлении уникальных и особо точных корпусных крупноразмерных деталей для первой советской широкоформатной картоноделательной машины К-09, которая была построена и смонтирована на Архангельском целлюлозно-бумажном комбинате.
В 1969 году присвоено звание «Лучший фрезеровщик Министерства». По итогам 8-й пятилетки награждён орденом Трудового Красного Знамени (20.04.1971).
В девятой пятилетке (1971—1975) принял участие в изготовлении наиболее ответственных деталей и узлов для новой быстроходной бумагоделательной машины Б-15. Личную пятилетку перевыполнил в 1,5 раза, и был награждён орденом Ленина (10.03.1976).
В годы 11-й пятилетки (1981—1985) благодаря внедрению рационализаторских предложений, применению передовых методов труда, выполнил планы 1981 и 1982 года на 150—158 %, 1983 года — на 154 %, 1984 года — на 169 %. Ему доверили изготовление наиболее сложных и ответственных деталей к машинам БП-74 для Чехословакии, К-27 для Ленинградской и Киевской фабрик, К-28 для целлюлозно-бумажного комбината города Набережные Челны.
Указом Президиума Верховного Совета СССР от 10 июня 1986 года за досрочное выполнение заданий одиннадцатой пятилетки и социалистических обязательств, большой личный вклад в создание новой техники и проявленный трудовой героизм присвоено звание Героя Социалистического Труда.
Жил в городе Ижевск (Удмуртия). Умер 28 ноября 2017 года.